# 嫘祖镇 (远安县)
嫘祖镇是中华人民共和国湖北省宜昌市远安县下辖的一个镇。
2014年10月16日，湖北省民政厅批复同意荷花镇更名为嫘祖镇，以原荷花镇的行政区域为嫘祖镇的行政区域，镇人民政府驻苟家垭。

## 行政区划
嫘祖镇下辖以下村级行政区划单位：
荷花社区、荷花店村、田家场村、分水村、广坪村、苟家垭村、窑河村、谭坪村、西河村、盐池村、青峰村、晒旗村、定林村、荷叶村、望家村、金桥村和真金村。